# Marcin Wawrzyniak
Marcin Henryk Wawrzyniak (ur. 16 maja 1984 w Warszawie) – polski prawnik, adwokat i radca prawny, od 2019 członek Trybunału Stanu.

## Życiorys
W 2008 ukończył studia prawnicze na Wydziale Prawa i Administracji Uniwersytetu Kardynała Stefana Wyszyńskiego. Odbył aplikację adwokacką w Warszawie. W 2013 podjął praktykę w zawodzie adwokata, a w 2018 uzyskał także wpis na listę radców prawnych. Został partnerem w kancelarii prawnej, współpracował też z Instytutem Partnerstwa Publiczno-Prywatnego. Współautor kilku publikacji książkowych, w tym komentarza do ustawy o partnerstwie publiczno-prywatnym. Objął funkcję redaktora naczelnego „Biuletynu Partnerstwa Publiczno-Prywatnego”. W praktyce zawodowej specjalizował się w prawie zamówień publicznych, finansowaniu inwestycji publicznych oraz prawie karnym. Zajmował się doradztwem prawnych dla jednostek samorządowych i organów administracji państwowej.
Od 2006 do 2010 zasiadał w radzie warszawskiej dzielnicy Śródmieście z ramienia Prawa i Sprawiedliwości. Pełnił funkcję wiceprezesa Fundacji im. Sławomira Skrzypka (2017–2018), w 2018 został wiceprezesem zarządu spółki prawa handlowego Kongres 590 (organizującej wydarzenia gospodarcze). Został też kanclerzem jednej z chorągwi Zakonu Rycerzy Świętego Jana Pawła II Wielkiego oraz prezesem Fundacji Sursum Corda przy Parafii Rzymskokatolickiej Świętego Krzyża w Warszawie. Objął stanowisko sekretarza rady nadzorczej przedsiębiorstwa Tauron Polska Energia. W styczniu 2024 został odwołany ze składu rady nadzorczej Tauronu.
W listopadzie 2019 i listopadzie 2023 z rekomendacji Klubu Parlamentarnego PiS był wybierany przez Sejm na członka Trybunału Stanu.